# Апостолові
Апостолові (Corcoracidae або Struthideidae) — родина горобцеподібних птахів. Включає два види.

## Поширення
Ендеміки Австралії. Мешкають у відкритих евкаліптових лісах на сході країни. Часто трапляються на сільськогосподарських плантаціях, приміській зоні, парках та садах.

## Види
- Краге (Corcorax melanorhamphos)
- Апостол (Struthidea cinerea)